# Liste des évêques de Bambari

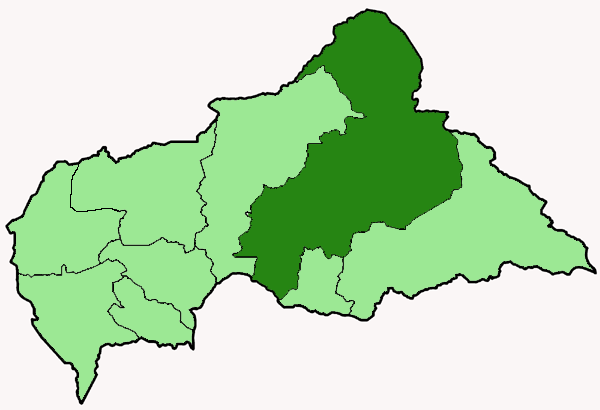
Diocèse catholique de Bambari (en vert foncé), en République centrafricaine.

La liste des évêques de Bambari recense les noms des évêques qui se sont succédé à Bambari en République centrafricaine depuis la création du diocèse homonyme (Dioecesis Bambaritanus) par détachement de l'archidiocèse de Bangui le 18 décembre 1965. 

## Sont évêques
- 18 décembre 1965-19 juin 1981 : siège vacant. 
  - 1970-1978 : Joachim N'Dayen (archevêque de Bangui), administrateur apostolique
  - 1978-19 juin 1981 : Michel Maître (Michel Marie Joseph Maître), administrateur apostolique
- 19 juin 1981-29 février 1996 : Michel Maître (Michel Marie Joseph Maître), CSSP, premier évêque de Bambari.
- 29 février 1996-6 novembre 2004 : Jean-Claude Rembanga
- 6 novembre 2004-†28 avril 2017: Édouard Mathos
- depuis le 28 avril 2017: Bertrand Appora-Ngalanibé (Bertrand Guy Richard Appora-Ngalanibé), OP, précédemment évêque coadjuteur

## Sources
- Fiche du diocèse sur catholic-hierarchy.org